# 9ª edizione della Senko Cup (competizione giapponese)
La 9ª edizione della Senko Cup, competizione goistica riservata alle professioniste giapponesi, si è disputata dall'8 maggio al 14 luglio 2024, e ha visto la vittoria di Fujisawa Rina.
Le diciassette partecipanti affrontano in un torneo a eliminazione diretta, organizzato dalla Nihon Ki-in con la cooperazione della Kansai Ki-in e la sponsorizzazione della Senko Group Holdings.
Il torneo prevede un incontro preliminare tra Taguchi e Ono per determinare la sedicesima qualificata al tabellone principale: l'incontro è stato vinto da Taguchi Misei 2d.
|  | Ottavi di finale         | Ottavi di finale         | Ottavi di finale |  |  | Quarti di finale         | Quarti di finale         | Quarti di finale         |       |                     | Semifinali          | Semifinali          | Semifinali |  |  | Finale | Finale | Finale |
|  |                          |                          |                  |  |  |                          |                          |                          |       |                     |                     |                     |            |  |  |        |        |        |
|  | Yokota Hinano 2d         |                          |                  |  |  |                          |                          |                          |       |                     |                     |                     |            |  |  |        |        |        |
|  | Suzuki Ayumi 7d          | Suzuki Ayumi 7d          | N+R              |  |  | Suzuki Ayumi 7d          | Suzuki Ayumi 7d          |                          |       |                     |                     |                     |            |  |  |        |        |        |
|  | Ueno Asami Tachiaoi      | Ueno Asami Tachiaoi      | B+R              |  |  | Ueno Asami Tachiaoi      | Ueno Asami Tachiaoi      | N+R                      |       |                     |                     |                     |            |  |  |        |        |        |
|  | Kato Yuki 1d             | Kato Yuki 1d             |                  |  |  |                          |                          |                          |       | Ueno Asami Tachiaoi | Ueno Asami Tachiaoi | N+0,5               |            |  |  |        |        |        |
|  | Kato Chie 3d             | Kato Chie 3d             |                  |  |  |                          | Ueno Risa Kisei f.       | Ueno Risa Kisei f.       |       |                     |                     |                     |            |  |  |        |        |        |
|  | Ueno Risa Kisei f.       | Ueno Risa Kisei f.       | B+R              |  |  | Ueno Risa Kisei f.       | Ueno Risa Kisei f.       | B+R                      |       |                     |                     |                     |            |  |  |        |        |        |
|  | Cho Chen 3d              | Cho Chen 3d              | N+R              |  |  | Cho Chen 3d              | Cho Chen 3d              |                          |       |                     |                     |                     |            |  |  |        |        |        |
|  | Taguchi Misei 2d         | Taguchi Misei 2d         |                  |  |  |                          |                          |                          |       |                     | Ueno Asami Tachiaoi | Ueno Asami Tachiaoi |            |  |  |        |        |        |
|  | Tatsumi Akane 3d         | Tatsumi Akane 3d         |                  |  |  |                          | Fujisawa Rina Honinbo f. | Fujisawa Rina Honinbo f. | B+2,5 |                     |                     |                     |            |  |  |        |        |        |
|  | O Keii 4d                | O Keii 4d                | N+6,5            |  |  | O Keii 4d                | O Keii 4d                | B+7,5                    |       |                     |                     |                     |            |  |  |        |        |        |
|  | Kobayashi Izumi 7d       | Kobayashi Izumi 7d       | B+R              |  |  | Kobayashi Izumi 7d       | Kobayashi Izumi 7d       |                          |       |                     |                     |                     |            |  |  |        |        |        |
|  | Nyu Eiko Senko           | Nyu Eiko Senko           |                  |  |  |                          |                          |                          |       | O Keii 4d           | O Keii 4d           |                     |            |  |  |        |        |        |
|  | Tamura Chiaki 3d         | Tamura Chiaki 3d         |                  |  |  |                          | Fujisawa Rina Honinbo f. | Fujisawa Rina Honinbo f. | N+R   |                     |                     |                     |            |  |  |        |        |        |
|  | Hoshiai Shiho 3d         | Hoshiai Shiho 3d         | N+R              |  |  | Hoshiai Shiho 3d         | Hoshiai Shiho 3d         |                          |       |                     |                     |                     |            |  |  |        |        |        |
|  | Aoki Kikuyo 8d           | Aoki Kikuyo 8d           |                  |  |  | Fujisawa Rina Honinbo f. | Fujisawa Rina Honinbo f. | N+R                      |       |                     |                     |                     |            |  |  |        |        |        |
|  | Fujisawa Rina Honinbo f. | Fujisawa Rina Honinbo f. | B+6,5            |  |  |                          |                          |                          |       |                     |                     |                     |            |  |  |        |        |        |